# Politik i Harry Potter
Politiska tolkningar i Harry Potter-fiktionen har inverkat på samhällsdebatten. J.K. Rowlings böcker behandlar politiska teman som nazism och motståndet mot den. Rowling belyser även teman som korruption och den rättfärdighet hon anser innehas av dem som på olika sätt ingår i kampen mot regimen, både innan och efter den statskupp som iscensätts av Lord Voldemort och hans följare, dödsätarna. 
Enligt Inside Higher Ed, finns i den amerikanska Library of Congress, 21 volymer med kritik och tolkningar som berör Harry Potter-litteraturen. Minst sjutton doktorsavhandlingar och sju masteruppsatser (motsvarande magisterexamen) har blivit författade angående serien. I USA finns det flera universitetskurser med Potter-serien i centrum, bland annat inom fältet statsvetenskap (engelska "Political Science").
År 2007 nämnde Time Magazine de politiska och sociala aspekterna i Harry Potter vid deras utnämning av Årets person. Rowling placerades på tredje plats efter president Vladimir Putin och före detta vice president Al Gore. Harry Potters sociala och politiska inflytande har jämförts med Harriet Beecher Stowes bok Onkel Toms stuga, vilken eldade på abolitionismrörelsen, vilket i sin tur ledde till det amerikanska inbördeskriget.
Den amerikanska tidskriften Entertainment Weekly, menade att den generation som vuxit upp efter 11 september-attackerna, åtminstone delvis fått sina idéer om krig, ledarskap, farorna i att arbeta i grupp, diktatorskap, vikten av skilda åsikter, hjältar och personliga offer och synen på yttrandefrihet från Rowlings böcker.
Rowlings har kommenterat frågan på följande sätt:
| ”                                                                          | Potterböckerna är generellt ett förlängt argument för tolerans, en förlängd vädjan för ett slut på trångsynthet (The Potter books in general are a prolonged argument for tolerance, a prolonged plea for an end to bigotry) | „ |
| – "J.K. Rowling's big fat mouth". Artikel på Sun-Sentinel.com oktober 2007 | |   |

## Rasism, nazism och etnisk rensning
Analytiker tolkar in en tydlig antirasistisk dimension i Rowlings böcker. Den kommunistiska tidningen People's Weekly World i USA skriver att det finns stora likheter mellan Jessica Mitfords liv, som var en kommunist med en nazistisk familj. Sirius Black som kommer från en "renblodig" familj är den enda som inte föraktar mugglarfödda i hela ätten.
Rowling bekräftade i en intervju med Keith Olbermann att likheterna mellan Lord Voldemort och Hitler delvis varit medvetna. Vid lanseringen för Harry Potter och dödsrelikerna (2007) uttalade sig Rowling om parallellerna till nazismen: "Det var inte bara det. Jag tror det går att se redan innan Trolldomsministeriet tas över att det finns paralleller till regimer som vi alla känner till och älskar". ("So yeah that follows a parallel to Nazism. It wasn't really exclusively that. I think you can see in the Ministry even before it's taken over, that there are parallels to regimes we all know and love"). Rowling uttalade också att "Människor gillar att tänka på sig själva som överlägsna över andra, och om de inte kan vara stolta över sig själva för något kan de stoltsera sig med upplevd renhet". ("People like to think themselves superior and that if they can pride themselves in nothing else, they can pride themselves on perceived purity.")
Rowling skriver på sin hemsida att epiteten "pure-blood", "half-blood" och "muggle-born" (renblodig, halvblod och mugglarfödd) kan jämföras med de verkliga metoder och verktyg som nazisterna använde för att definiera arier och för att definiera en jude.

Flaggan för partiet British Union of Fascists

Christopher Hitchens beskrev i en artikel i The New York Times hur ärret på Harrys panna är detsamma som logotypen Sir Oswald Mosley valde åt sitt parti British Union of Fascists, en samling framstående nazistsympatisörer under 1930–1940-talens Storbritannien.
Under en intervju efter publiceringen av den avslutande boken fick Rowling en fråga angående metaforerna för etnisk rensning. Svaret blev "Jo, det är en politisk metafor. Men jag satt inte och tänkte 'Nu ska jag återskapa Nazityskland i trollkarlsvärlden'. Även om det finns många likheter med Nazityskland, så finns det också associationer med andra politiska situationer, så jag kan inte riktigt peka ut en".
Det har dock även framförts synpunkter att bokserien är rasistisk, eftersom det varken på Hogwarts eller i övriga magi-världen nämns något om ramadan, diwali eller andra icke-kristna högtider. Innan Harry Potter och dödsrelikerna fanns det inget spår av handikappade trollkarlar eller mugglare. Dock verkar Ariana Dumbledore, som läsarna får veta mer om i sjunde boken, ha fått någon sorts störning i sin ungdom och fått leva med den resten av sitt korta liv.

## Homosexualitet
År 2007 ställde ett barn frågan om Dumbledore hade något kärleksliv, och Rowling avslöjade att "Jag tänkte mig alltid Dumbledore som gay. Dumbledore blev kär i Grindelwald... Glöm inte att kärleken kan göra oss blinda. Han var väldigt dragen till en så intelligent person. Det var Dumbledores tragedi."
Journalisten och debattören Bill O'Reilly tog avstånd mot avslöjandet om Dumbledores homosexualitet och undrade ifall det var en del av "the gay agenda" med "indoctrination of children". Han uttryckte att J.K. Rowling är en provokatör.
The South Florida Sun-Sentinels bokrecensent Chauncey Mabe anser att det var fel av Rowling att avslöja Dumbledores sexuella läggning, inte på grund av den sexuella läggningen, utan för att en författare inte bör avslöja nya saker efter att böckerna är skrivna. Robin Berkowitz från samma tidning skrev "We don't need to know any of them to appreciate the books fully" och "Don't ask, don't spell", vilket är en referens till amerikanska militärens policy "Don't ask, don't tell". Samma åsikter reflekteras också av Jeffrey Wiess i artikeln "Harry Potter and the author who wouldn't shut up" i The Dallas Morning News.
Samtidigt prisades Rowlings avslöjande i Associated Content med uttrycket "literary maturity" (ungefär: "litterär mognad"). Skribenten Chadd De Las Cascas resonerade främst ur en litterär ståndpunkt, och att Rowlings lojalitet till karaktärerna är ett enastående karaktärsdrag. Mark Harris från magasinet Entertainment Weekly skrev att det säkerligen inte var någon slump att Rowling gjorde en älskvärd mentor och lärare till gay i en värld där homosexuella lärare blir baktalade och där homosexuella karaktärer i fiktiva verk ofta är underrepresenterade, vilket enligt Harris är ett misslyckande av aktörer, inklusive homosexuella, inom underhållningsindustrin: "Inkluderat det enorma antalet av homosexuella producenter, skribenter och chefer som offrar sina övertygelser för att inte framstå som för högröstade eller politiska" ("including the tremendous number of gay producers, writers, and executives who sacrifice their convictions so they don't look too strident or political.").
Mike Thomas från Orlando Sentinel skrev att vid närmare eftertanke borde läsarna redan tidigt ha förstått att Dumbledore var homosexuell och att detta faktum förklarar hans beteende och relation med Grindelwald. Han anmärker också på Rowlings professionella sätt att beskriva en homosexuell karaktär, utan att märka ut honom.
Enligt Reuters var Rowling förvånad över all uppmärksamhet som avslöjandet gav upphov till och avböjde att kommentera huruvida avslöjandet skulle kunna avskräcka människor som ogillar homosexualitet. Reaktionerna från olika fan-webbplatser var nästan bara positiva, se till exempel The Leaky Cauldron.[källa behövs].

## Social aktivism
Rowling har jobbat för Amnesty International. Ett exempel i Harry Potter-böckerna där hon ger uttryck för sin sociala aktivism är Hermione Grangers passion för att försöka rädda förtryckta husalfer, genom organisationen F-I-S-A, Föreningen för Ideellt Stöd åt Alferna. SPEW, som föreningen heter på engelska, skulle kunna vara en parallell till det brittiska partiet Socialist Party of England and Wales, som också förespråkar bättre förhållanden för förtryckta arbetare, med samma akronym. Husalfen Dobby har också jämförts med advokaten Dobby Walker, som introducerade Rowlings förebild Jessica Mitford för det engelska kommunistpartiet.
Hermione Granger framställs som smått irriterande när hon startar en kampanj för de förtryckta husalfernas frisläppning, med samma metoder som förekommer i den riktiga världen: flygblad, listor, pins och olika emblem. Hon fortsätter enträget med sin kampanj, trots att till och med hennes närmaste vänner ogillar det och det inte är särskilt uppskattat ens av de flesta husalfer. I Harry Potter och dödsrelikerna visar sig dock dessa insatser, tillsammans med Harrys vänlighet mot Krake på Grimmaldiplan 12, få husalferna på Hogwarts att delta i det slutgiltiga slaget mot Voldemort, och troligtvis gjort en hel del stora insatser under detta.
Michael Gerson på Washington Post beskriver den väldigt subversiva naturen i Harry Potter-böckerna gällande de bilder som böckerna ger angående döden.[källa behövs] Voldemort tror att döden måste bli besegrad, medan Harry accepterar att hans död är nödvändig för kärlekens skull. Gerson föreslår också att denna bokserie om tolerans och kärlek också handlar om religion och att många andra tror, "inte trots, utan på grund av tron, borde halvblod, varulvar och andra bli behandlade med vänlighet och rättvisa. Framför allt, troende människor är menade att älska, oavsett priset."
I en intervju år 1999 beskrev Joanna Carey från Guardian Unlimited att "J.K. Rowling är precis lika kvick och subversiv som du kan förvänta dig".[källa behövs] Rowling beskriver sin beundran för Jessica Mitford sedan 14 års ålder och hennes tid vid Exeter University, med "not quite the radical I planned".[källa behövs] När bok två kommit ut uttalade Rowling att senare böcker, speciellt fjärde boken, kommer att beröra Harrys hormoner, en skillnad från serier som Fem-böckerna, Enid Blyton, där karaktären Julian befinner sig i förpuberteten genom hela serien.[källa behövs] Detta visade sig när boken kom ut i juli 2000 handla om hur Harry blir kär i Cho Chang, som redan har pojkvän, samtidigt som stora delar av skolan stöter ut Harry.

## Subversiva och anarkistiska meddelanden
James Morone, politisk vetenskapsprofessor på Brown University, skrev i den liberala månadstidningen The American Prospect år 2001 att "Magical headmaster Albus Dumbledore practically awards bonus points for breaking rules. Hogwarts School of Witchcraft and Wizardry is unruly, even slightly anarchic." Han pekar också ut andra ställen, såsom passagen i mitten på De vises sten där det står att Hermione "hade blivit lite mer avspänd när det gällde att bryta mot regler", och att "det gjorde henne mycket trevligare", samt att Rowlings subversiva och anarkistiska budskap framträder ännu mer när alla elever sjunger Hogwarts skolsång med samma text men alla med vitt skilda melodier.